# ハンブル・パイ
ハンブル・パイ（Humble Pie）は、1970年代前半に活動したイングランドのロック・バンド。元スモール・フェイセスのスティーヴ・マリオットを擁し、ハードなライブ・パフォーマンスで人気を集めた。

## 経歴
1969年、スモール・フェイセスに在籍していたマリオット（ヴォーカル、ギター）は、アイドル路線からの脱皮を図ろうとザ・ハードを脱退したピーター・フランプトン（ヴォーカル、ギター）にスモール・フェイセスへの加入を打診した。しかし他のメンバーがフランプトンの加入に反対したので、フランプトンは新しいバンドの結成を計画した。そこでマリオットはフランプトンにグレッグ・リドリー（ベース・ギター）とジェリー・シャーリー（ドラムス）を紹介し、やがてバンド内の確執からスモール・フェイセスを脱退して自分もフランプトンのバンドに加入した。ハンブル・パイの中心人物は後にマリオットになったが、以上のように、結成のきっかけを作ったのはフランプトンだったのである。因みに彼はスモール・フェイセスからマリオットの後任に誘われたが、当然の如く断った。
ハンブル・パイは既に大きな成功を収めていたフランプトンとマリオットが結成した「スーパーグループ」として、大きく期待された。彼等はマリオットがエセックス州モアトンに所有していたコテージで秘密裏にレコーディングを始め、アンドリュー・ルーグ・オールダムのイミディエイト・レコードと契約して同年8月にデビュー・シングル「あいつ (Natural Born Bugie)」を発表。この曲はイギリスで最高位4位を記録するヒット曲となり、同時に発表したデビュー・アルバム『アズ・セイフ・アズ・イエスタデイ・イズ』は、スモール・フェイセスの音楽を受け継いで発展させた作品として高く評価された。
彼等は同年11月に、アコースティックな路線をより強く打ち出したセカンド・アルバム『タウン・アンド・カントリー』を発表し、初のアメリカ・ツアーを行なった。彼等のコンサートはアコースティック・セットに始まりエレクトリック・セットに続くという、フランプトンのポップ志向とマリオットのロック志向の折衷とも呼べる二部構成だった。このような構成は後のバンドの多くに採用されたが、彼等自身の音楽に迷いを与えた。またアメリカのファンはアコースティック路線をあまり歓迎しなかったといわれる。
1970年、イミディエイト・レコードの経営が破綻したので、彼等はA&Mレコードへ移籍してマネージメントの体制を一新した。同年7月に『大地と海の歌』、1971年3月に『ロック・オン』を発表。これらのアルバムはプログレッシブ・ロックとブギー・ロックのスタイルが交互に現われた作品だった。この頃からマリオットの持ち味であるソウルフルな歌が前面に押し出され始めた。1971年5月のフィルモア・イーストでのステージを捉えて11月に発表された2枚組アルバム『パフォーマンス〜ロッキン・ザ・フィルモア』は当時最高のロック・ライブ・アルバムのひとつであると評価された。収録曲の一つだったレイ・チャールズの「アイ・ドント・ニード・ノー・ドクター」のカヴァーはアメリカのFM局で大きなヒットとなり、同アルバムを彼等の歴史で商業的に最大の成功作へと導いた。しかしフランプトンは同アルバムの発表と同時に音楽性の相違を理由に脱退して、後に大成功を収めるソロ活動を始めた。彼等は元ベイカールー、元コロシアムのデイヴ・"クレム"・クレムソンを迎えて、マリオットを中心とするブルース、ソウル路線により一層進むこととなる。
1972年3月発表の『スモーキン』から「ホット・アンド・ナスティ」がヒットし、彼等はツアー活動を継続していく。1973年4月発表の2枚組アルバム『イート・イット』には、3面にリズム・アンド・ブルースのカヴァーやオリジナルのスタジオ録音、1面にライヴ録音が収録された。同年5月に『イート・イット』に参加した黒人女性コーラス・グループのザ・ブラックベリーズと共に初来日を果たしたが、不運にも同時期に来日したベック・ボガート & アピスに話題をさらわれてしまった。
この頃から絶え間ないツアー活動によりメンバーが疲弊。1975年の「Goodbye Pie Tour」の後に解散した。
1980年、マリオットはシャーリー、ボブ・テンチ (ギター、元ジェフ・ベック・グループ)、アンソニー「スーティ」ジョーンズ（ベース）とハンブル・パイを再結成する。彼等はアルバム2作をリリースしたが、間もなく解散した。この後、バンド名義の使用権を得たシャーリーは、ファストウェイ脱退後の1980年代後半、チャーリー・ヒューン （ギター、元テッド・ニュージェントほか）らを伴って度々ハンブル・パイ名義で活動した。
1991年、マリオットとフランプトンが再び協力し始め、ハンブル・パイの再結成が期待された。しかし4月20日、マリオットが海外旅行からエセックスの自宅に帰宅して就寝中、寝タバコが原因の火災で焼死。享年44歳。再結成は実現しなかった。
2001年、「スティーヴ・マリオット・メモリアル・コンサート」にて一時的な再結成を果たす。メンバーは、フランプトン、リドリー、シャーリーのオリジナル・メンバーと、フランプトンの後任だったクレムソン。彼等は「フォー・デイ・クリープ」、「ナチュラル・ボーン・ブギー」、「ハレルヤ（アイ・ラヴ・ハー・ソー）」、「シャイン・オン」、「アイ・ドント・ニード・ノー・ドクター」の5曲を演奏した。
2002年、アルバム『バック・オン・トラック』発表。メンバーはリドリー、シャーリー、1980年の再結成のメンバーだったテンチ、テイブ・コルウェル（ギター）。
2003年、グレッグ・リドリー死去。享年56歳。

## メンバー

### 結成メンバー
- スティーヴ・マリオット (Steve Marriott) – ギター、ボーカル、キーボード、ハーモニカ (1969年–1975年、1979年–1983年) ※1991年死去
- ジェリー・シャーリー (Jerry Shirley) – ドラム、キーボード (1969年–1975年、1979年–1981年、1988年–1999年、2001年–2002年、2018年– )
- グレッグ・リドリー (Greg Ridley) – ベース、ボーカル、ギター (1969年–1975年、2001年–2002年) ※2003年死去
- ピーター・フランプトン (Peter Frampton) – ギター、ボーカル、キーボード (1969年–1971年、2019年– )

### 現在のメンバー
- ジェリー・シャーリー (Jerry Shirley) – ドラム、キーボード (1969年–1975年、1979年–1981年、1988年–1999年、2001年–2002年、2018年– )
- ピーター・フランプトン (Peter Frampton) – ギター、ボーカル、キーボード (1969年–1971年、2019年– )
- クレム・クレムソン (Clem Clempson) – ギター、ボーカル、キーボード (1971年–1975年、2019年– )
- ズート・マネー (Zoot Money) – キーボード (2001年–2002年、2019年– )
- ナイジェル・ハリソン (Nigel Harrison) – ベース、ボーカル (2019年– )

## ディスコグラフィ

### スタジオ・アルバム
- 『アズ・セイフ・アズ・イエスタデイ・イズ』 - As Safe As Yesterday Is (1969年)
- 『タウン・アンド・カントリー』 - Town And Country (1969年)
- 『大地と海の歌』 - Humble Pie (1970年)
- 『ロック・オン』 - Rock On (1971年)
- 『スモーキン』 - Smokin' (1972年)
- 『イート・イット』 - Eat It (1973年)
- 『サンダーボックス』 - Thunderbox (1974年)
- 『ストリート・ラッツ』 - Street Rats (1975年)
- 『オン・トゥ・ヴィクトリー』 - On To Victory (1980年)
- 『ゴー・フォー・ザ・スロート』 - Go For The Throat (1981年)
- 『バック・オン・トラック』 - Back On Track (2002年)
- 『ジョイント・エフォート』 - Joint Effort (2019年)

### ライブ・アルバム
- 『パフォーマンス〜ロッキン・ザ・フィルモア』 - Performance Rockin' The Fillmore (1971年)
- 『ライヴ・イン・コンサート』 - In Concert (1996年) ※旧邦題『キング・ビスケット・ライヴ』
- Extended Versions (2000年)
- 『ナチュラル・ボーン・ブギ』 - Natural Born Boogie: The BBC Sessions (2000年) ※旧邦題『BBCセッションズ』
- 『ライヴ・アット・ザ・ウィスキー・ア・ゴー・ゴー ’69』 - Live At The Whisky A Go-Go '69 (2002年)
- Live '73 (2012年) ※『ライヴ・イン・コンサート』の再発
- Live '81 (2013年)
- 『パフォーマンス〜ロッキン・ザ・フィルモア コンプリート・レコーディングス』 - Performance Rockin' the Fillmore: The Complete Recordings (2013年) ※4CDボックス・セット
- 『オフィシャル・ブートレッグ・ボックス Vol.1』 - Official Bootleg Vol. 1 (2017年) ※3CDボックス・セット
- 『オフィシャル・ブートレッグ・ボックス Vol.2』 - Official Bootleg Vol. 2 (2018年) ※5CDボックス・セット
- 『アップ・アワ・スリーヴ～オフィシャル・ブートレッグ・ボックス Vol.3』 - Up Our Sleeve Official Bootleg Vol. 3 (2019年) ※5CDボックス・セット
- 『トゥアーリン～オフィシャル・ブートレッグ・ボックス Vol.4』 - Tourin’ Official Bootleg Vol. 4 (2019年) ※4CDボックス・セット

### コンピレーション・アルバム
- Lost and Found (1973年)
- Back Home Again (1976年)
- Greatest Hits (1977年)
- Best of Humble Pie (1982年)
- 『ベストCDコレクション』 - Classics Volume 14 (1987年)
- Early Years (1994年)
- 『ザ・ベスト・オブ・ハンブル・パイ』 -  The Best Of Humble Pie (1994年)
- Hot n' Nasty: The Anthology (1994年)
- The Scrubbers Sessions (1997年)
- The Immediate Years: Natural Born Boogie (1999年)
- Running with the Pack (1999年)
- Twentieth Century Masters: The Millennium Collection (2000年)
- 『アトランタ・イヤーズ』 - The Atlanta Years (2005年)
- The Definitive Collection (2006年)
- One More for the Old Tosser (2006年)